# Việt Yên

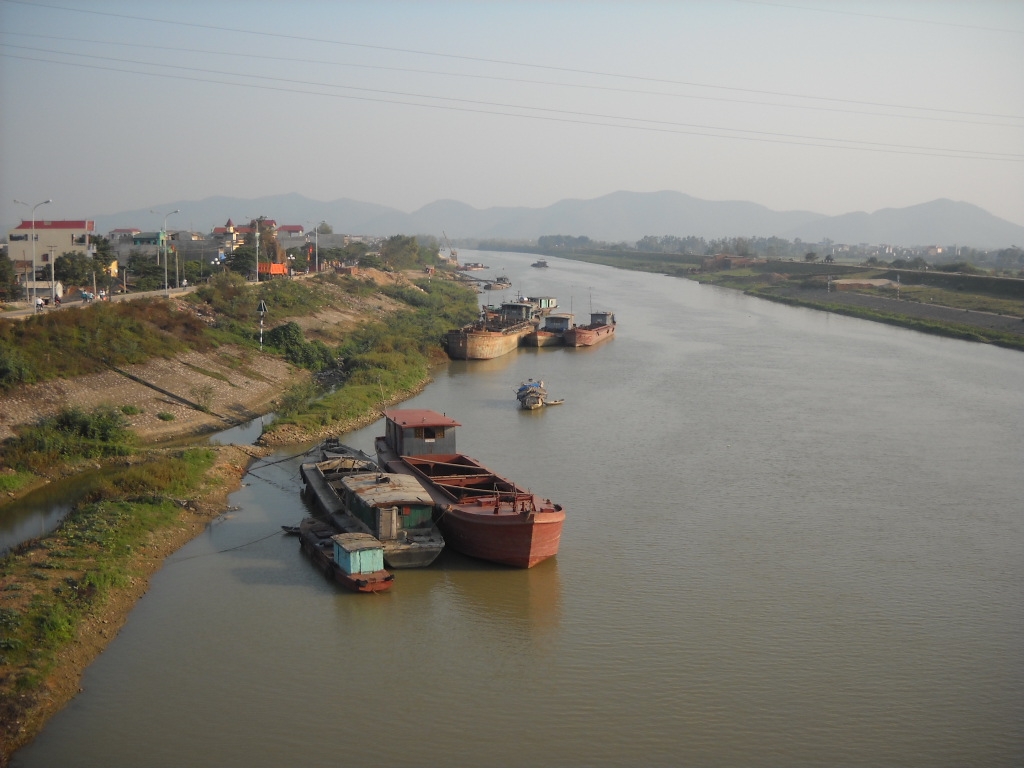
Việt Yên.

Viet Yen (en Idioma vietnamita Việt Yên) es un distrito de Vietnam correspondiente a la Provincia de Bắc Giang en el Đông Bắc o noreste del país. Hasta el año 2003 la población en el distrito ascendía a 156.682 personas. El área del distrito es de 171 km² y su capital es Bich Dong.

## División administrativa
El distrito está dividido en dos localidades principales, Bích Động (la capital) y Nếnh, además congrega las siguientes comunas: Quang Châu, Ninh Sơn, Tiên Sơn, Trung Hà, Bich Sơn, Nghĩa Trung, Hồng Thái, Tăng Tiến, Quảng Minh, Vân Hà, Vân Trung, Việt Tiến, Thượng Lan, Minh Đức, Tự Lan, Hương Mai y Hoàng Ninh. 